# Derya Pınar Ak
Derya Pınar Ak (* 7. August 2003 in Istanbul) ist eine türkische Schauspielerin.

## Leben und Karriere
Ak wurde am 7. August 2003 in Istanbul geboren. Ihr Debüt gab sie 2021 in der Fernsehserie Hükümsüz. Von 2021 bis 2022 war sie in Annemizi Saklarken zu sehen. Außerdem wurde sie 2022 für die Serie Sevmek Zamanı gecastet. Im selben Jahr trat sie in dem Film Kar ve Ayı auf.
Anschließend spielte sie 2023 in Yangın Günleri Independenta mit. Unter anderem setzte Ak ihre Karriere in Benım Adım Farah fort. 2024 bekam sie in dem Film 3391 Kilometre die Hauptrolle.

## Filmografie
Filme
- 2022: Kar ve Ayı
- 2024: 3391 Kilometre

Serien
- 2021: Hükümsüz
- 2021: Uzak Şehrin Masalı
- 2021–2022: Annemizi Saklarken
- 2022: Sevmek Zamanı
- 2023: Yangin Günleri Independenta
- 2023: Benım Adım Farah
- 2024: Yandakı Oda
- 2023: Prens